# Post-Finasterid-Syndrom
Das Post-Finasterid-Syndrom (englisch Post-finasteride syndrome, kurz PFS) ist ein Begriff im Zusammenhang mit über das Therapieende hinaus bestehenden unerwünschten Arzneimittelwirkungen bei der Behandlung mit dem Arzneistoff Finasterid aus der Klasse der Steroid-5α-Reduktase-Inhibitoren. Das Post-Finasterid-Syndrom umfasst Veränderungen der Sexualfunktion, der Psyche und der Kognition. Über die tatsächliche Existenz dieses Syndroms besteht Unklarheit. Es existieren keine hochwertigen wissenschaftlichen Studien, die eine Existenz nahelegen oder beweisen.

## Verbreitung
Zur Prävalenz und Inzidenz von anhaltenden unerwünschten Arzneimittelwirkungen bei der Behandlung mit Finasterid gibt es keine wissenschaftlichen Daten.

## Klinische Erscheinungen
Die klinischen Erscheinungen des Post-Finasterid-Syndroms umfassen alle bekannten unerwünschten Arzneimittelwirkungen (Nebenwirkungen) im Zusammenhang mit Finasterid. Diese werden fortlaufend erforscht.
Insgesamt sind Finasterid und andere Medikamente der Gruppe der Steroid-5α-Reduktase-Inhibitoren gut verträglich. Mehrere große Studien haben keinen Anstieg des Auftretens von Prostatakrebs festgestellt, wenn jedoch entdeckt, dann möglicherweise einen Anstieg an höhergradigen Tumoren. Es gibt dabei keine Veränderung in der Überlebensrate. Weiterhin konnte kein direkter Zusammenhang zwischen Steroid-5α-Reduktase-Inhibitoren und Depressionen festgestellt werden. Erkenntnisse aus einigen kleineren Studien haben jedoch dazu geführt, dass Depression als unerwünschte Arzneimittelwirkung in den Packungsbeilagen erwähnt wird. Über Störungen der Sexualfunktion wie Libidoverlust, erektile Dysfunktion und verringertes Ejakulatvolumen im Zusammenhang mit Steroid-5α-Reduktase-Inhibitoren wurde bei 3,6 Prozent bis 15,8 Prozent der Männer berichtet. Diese Effekte waren in der Regel mild und große Studien legen nahe, dass solche Symptome sich mit der Zeit verbessern.
Die Einnahme von Steroid-5α-Reduktase-Inhibitoren durch Frauen ist zunehmend. Es liegen jedoch kaum Studien zum Nutzen vor. Risiken umfassen Geburtsdefekte bei männlichen Föten bei der Einnahme während der Schwangerschaft sowie Libidoverlust, Kopfschmerzen, gastrointestinale Beschwerden und Einzelfälle von Veränderungen bei der Menstruation, Akne und Schwindel.

## Therapie
Es gibt aktuell so gut wie keine Informationen in der medizinischen Fachliteratur über Behandlungsmöglichkeiten bei Symptomen, die möglicherweise im Zusammenhang mit der Einnahme von Steroid-5α-Reduktase-Inhibitoren stehen. Es gibt kaum Daten, die dabei helfen vorherzusehen, wie sich bestehende Symptome in der Zukunft entwickeln.

## Geschichte
Anfang 2015 wurde das Post-Finasterid-Syndrom in die Liste des Genetic and Rare Diseases Information Center (GARD) der amerikanischen National Institutes of Health aufgenommen. Gleichzeitig wird betont, dass dies keine Anerkennung der tatsächlichen Existenz einer Krankheit namens „Post-Finasterid-Syndrom“ ist. Im März 2016 veröffentlichte die New Zealand Medicines and Medical Devices Safety Authority, in Bezugnahme auf das Genetic and Rare Diseases Information Center (GARD), ein Datenblatt zum Post-Finasterid-Syndrom.
In der 15. Ausgabe des Fachjournals „Gynäkologische Endokrinologie“ erschien 2017 über das Post-Finasterid-Syndrom ein eigener 11-seitiger Artikel.

### In den Medien
Im Jahre 2015 veröffentlichte der amerikanische Sender WTVR-TV die Reportage „How One Man Said Hair-Loss Drug Ruined His Life“. Im November 2016 veröffentlichte der Vice Media health channel „Tonic“ in den USA einen Bericht mit dem Titel „The medical mystery behind America’s best-selling hair-loss Drug“, in dem über das Schicksal mehrerer Betroffener berichtet wird. Auch der NDR berichtete im November 2022 mit einer Kurzdokumentation über das Syndrom.

### Post-Finasteride Syndrome Foundation
Im August 2012 gründete sich die Post-Finasteride Syndrome Foundation (PFS Foundation) mit dem Sitz in den USA. Ihre Ziele sind: Aufklärung unter Wissenschaftlern, Medizinern, Gesundheitsorganisationen und in den Medien über die Existenz und die Notwendigkeit für die Erforschung des PFS, Grundlagenforschung und die Suche nach einer potenziell wirksamen Therapie.